# Măgura Mecetnaia

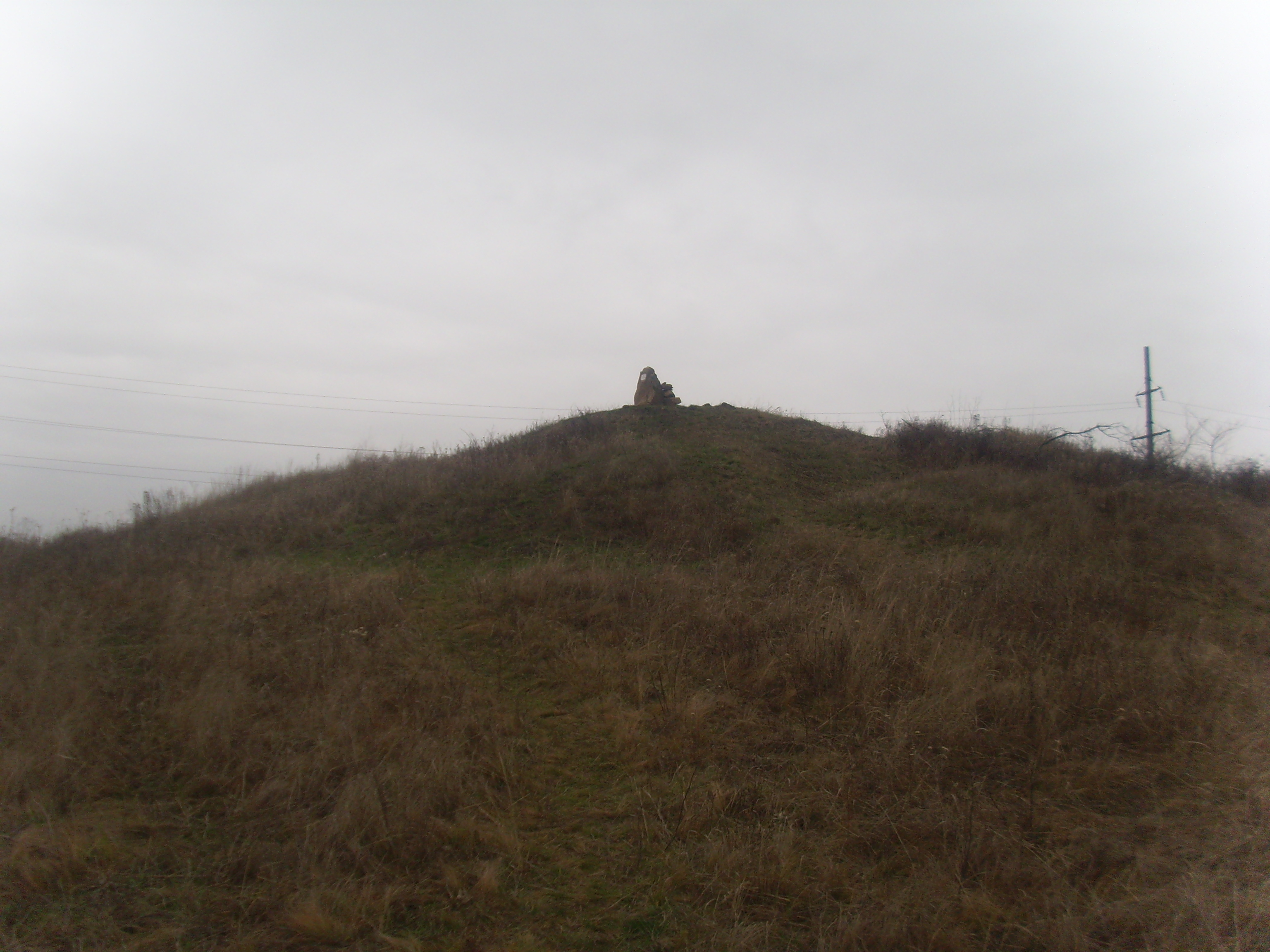
Măgura Mecetnaia

Măgura Mecetnaia sau muntele Mohâla-Mecetna, este cel mai înalt punct al Podișului Doneț situat în regiunea Lugansk. Se înalță puțin față de zonele înconjurătoare din cumpăna principală a apelor a podișului Doneț, între râurile bazinelor Mării Azov și Donețului. Este situată la 2 km sud de orașul Petrovo-Krasnoselie. Are o înălțime de 367,1 m. Se înalță sub forma a trei dealuri, dintre care cel mai mare (din mijloc) este mai înalt cu 6-8 m față de ceilalți. Măgura Mecetnaia este o deal izolat rezidual, denudat, format din gresie. Pe versanții săi crește vegetația petrofilă de stepă: diferite ierburi graminee, arbuști.